# Camí del Traver
El Camí del Traver és una pista rural del terme municipal de Sant Quirze Safaja, a la comarca del Moianès. És en terres del poble rural de Bertí.
Arrenca del sud de Cal Mestret, al nord-oest de Grau Mercader, des d'on s'adreça cap a ponent, per menar a la masia del Traver en uns 550 metres de recorregut. És a migdia de la Putjota Gran i al nord de les Balmes del Traver, a l'esquerra del torrent de Cal Mestret.